# Don Quichotte chez la Duchesse
Don Quichotte chez la Duchesse (Don Quixote a casa la duquessa) és un "ballet còmic" (comédie lyrique) del compositor barroc francès Joseph Bodin de Boismortier. Tot i que és descrit com a ballet, és cantat amb un libretto de Charles Simon Favart. Es va estrenar el 12 de febrer de 1743 a l'Académie Royale de Musique et de Dance de París.

## Rols
- Don Quichotte, haute-contre Jean-Antoine Bérard
- Sancho Pança, taille (baritenor) Louis-Antoine Cuvilliers
- Altisidore, soprano Marie Fel
- Noia de camperol, soprano Mlle Bourbonnois
- Dona, soprano
- Duc, baix
- Merlin, basse-taille (baix-baríton) Persona
- Montésinos, basse-taille Albert
- Home japonès, basse-taille Persona
- Dona japonesa, soprano Marie Fel
- Va encantar amants, sopranos Mlles Clairon i Gondré
- Ballerinas, Marie Anne de Cupis de Camargo i Mimi Dallemand
- Ballarins mascles, David Dumoulin, Louis Dupré i Jean-Barthélemy Lany

## Argument
L'òpera és basada a un episodi de la novel·la de Cervantes Don Quixote, en la qual un duc i una duquessa es diverteixen per crear una elaborada estratagema per imposar el caràcter del títol.

## Enregistraments
- Don Quichotte chez la Duchesse (Ballet de Còmic dins Tres Actes), per Joseph Bodin de Boismortier. Hervé Niquet (director) i el Ensemble "Le Concert Spirituel" ; Naxos 8.553647 (1996).